# Egy lány, egy aranyóra és sok más
Egy lány, egy aranyóra és sok más (eredeti cím: The Girl, the Gold Watch & Everything) 1980-ban készült amerikai filmvígjáték, amelyet William Wiard rendezett. 
Magyar szinkronnal a Magyar Televízió 1-es adása vetítette 1997. június 14-én.

## Cselekmény
Kirby Winter dúsgazdag nagybátyja, Mr. Krobbs halála után végrendeletében mindössze egy aranyórát hagyományoz unokaöccsére. Kirby csalódottan veszi ezt tudomásul, ám nem sejti, hogy furcsa kalandok várnak rá.

## Szereplők
- Robert Hays – Kirby Winter
- Pam Dawber – Bonny Lee Beaumont
- Zohra Lampert – Wilma Farnham
- Ed Nelson – Joseph Locordolos
- Maurice Evans – Mr. Leroy Wintermore
- Peter Brown – testőr
- Larry Hankin – René
- Macdonald Carey – Mr. Walton Grumby
- Burton Gilliam – Hoover Hess
- Jill Ireland – Charla O'Rourke
- John O'Leary – Hibber
- Ed E. Carroll – teherautósofőr
- Steffen Zacharias – öregember
- John Roselius – Harris (rendőr)
- Arthur Bernard – Hank